# 沃爾夫斯格拉本河 (阿爾特米爾河支流)
49°03′40″N 10°49′13″E / 49.06121°N 10.82029°E
沃爾夫斯格拉本河是德國的河流，位於該國東南部，由巴伐利亞負責管轄，屬於阿爾特米爾河的支流，河道全長1.8公里，流域面積6.5平方公里，流經魏森堡-貢岑豪森縣。